# Auburn (Géorgie)
Pour les articles homonymes, voir Auburn.
Auburn est une ville américaine située dans les comtés de Barrow et de Gwinnett, en Géorgie. Selon le recensement de 2020, sa population est de 7 495 habitants.